# 謝罪の王様
『謝罪の王様』（しゃざいのおうさま）は2013年公開の日本映画。宮藤官九郎脚本によるコメディ映画である。キャッチコピーは「謝るとき、人は誰でも主人公。」
全国312スクリーンで公開され、2013年9月28日、29日の初日2日間で興収2億6,765万4,700円、動員20万6,161人になり映画観客動員ランキング（興行通信社調べ）で初登場第2位となった。以降、10月19、20日のランキングまで4週連続で3位以内をキープした。興行収入はこの時点で16億を突破。2014年1月に発表された最終興行収入は21.8億円。

## ストーリー
黒島譲（くろしま ゆずる）は、様々な場面での謝罪をレクチャーする「東京謝罪センター」の所長として「土下座を超える究極の謝罪がある」と宣伝していた。幼い頃から謝罪で注目されることが快感だった黒島は、謝ることが下手な人々を見て、この仕事を思いついたのだ、
若い倉持典子は、謝ると不利になるという欧米式の思考に偏り、ヤクザとトラブルを起こして黒島に助けを求めた。派手に土下座し、組長のカラオケに付き合う等、誠意を尽くした末に円満な示談を獲得する黒島。司法書士を目指している典子は黒島の能力に感心し、助手を志願した。
極端に空気が読めず、好きな女性にセクハラで訴えられた会社員の沼田卓也や、息子が傷害事件を起こした有名俳優と女優の謝罪会見をプロデュースし、紆余曲折を経て解決していく黒島。
沼田卓也のセクハラ訴訟を担当した国際弁護士の箕輪正臣は、離婚して姓も違うが典子の父親だった。幼い頃に一度だけ典子を叩いてしまったことを謝罪したい箕輪。だが、離れて成長したために他人行儀な典子を前にすると言い出せずにいた。
映画会社から依頼を受ける黒島。近く公開される映画に、お忍びで来日していたマンタン王国の皇太子が映り込んでいたが、マンタンでは皇族の肖像権侵害は重罪なのだ。マンタンに赴き謝罪するようアドバイスする黒島。だが、監督たちは文化の違いで現地の人々を激怒させてしまった。外務大臣が土下座する事態に至ったが、土下座はマンタンでは最大級の侮辱であり、事態は国際問題に発展した。
実は典子はマンタン王国の謝罪の言葉を知っていた。幼い頃に映画で見て、忙しい父の前で連呼したのが、父に叩かれた理由だった。自分の悪ふざけが原因だと思い出して、父の箕輪と和解する典子。黒島は総理大臣に同行してマンタンに向かい、国王や国民の前で共に謝罪し、両国の平和を回復させた。

## キャスト
主人公
- 黒島譲 - 阿部サダヲ： 謝罪師。東京謝罪センター所長。

case 1 恐い人達に謝りたい!
- 倉持典子 - 井上真央： 司法書士を目指している帰国子女。小磯一家（ヤクザ）の車と接触事故を起こしてしまい、その謝罪を黒島に依頼。のち黒島の助手に。
- 運転手 - 松尾諭： 小磯一家の運転手。事故の責任を負わされ痛めつけられる。
- 黄村家朗 - 中野英雄： 小磯一家の幹部。カラオケ好き。
- 高幡弁護士 - 六角精児： 暴力団・小磯一家の顧問弁護士。強面。

case 2 セクハラを謝りたい!
- 沼田卓也 - 岡田将生： 下着メーカーの中堅社員。軽薄なセクハラ男。飲み会で宇部に対しセクハラをして訴えられる。
- 宇部美咲 - 尾野真千子： 沼田の共同プロジェクトの担当者。
- 沼田の父 - 深水三章： 息子以上のセクハラオヤジ。

case 3 謝罪会見で謝りたい!
- 南部哲郎 - 高橋克実： 大物俳優。息子が傷害事件を起こす。かつてマンタン王国との合作映画で英雄的存在の将軍を演じ敬愛を集めた。
- 壇乃はる香 - 松雪泰子： 南部の元妻の大物女優。
- 南部のマネージャ - 笠原秀幸
- 英里人（えりーと） - 鈴木伸之： 南部と壇乃の息子。暴行事件を起こして逮捕される。
- 南ナミ - 美波： 南部の新妻。22歳。
- 被害者A - 小松和重： 英里人に暴行を受けた被害者。

case 4 過去の過ちを謝りたい!
- 箕輪正臣 - 竹野内豊： バツ1の一流国際弁護士。典子の大学時代の講師。
- 箕輪の妻 - 真飛聖
- 箕輪の娘 - 井上琳水

case 5 国際問題を謝りたい!
- 和田耕作 - 荒川良々： 映画プロデューサー。
- ワクバル - 濱田岳： マンタン王国の通訳。胡散臭い。
- 配給会社社長 - 白井晃： プロデューサーと監督と共にマンタン王国へ向かう。
- 映画監督 - 岩松了： マンタン王国との外交問題になろうが、断固新作映画の某場面削除を拒否する。
- マンタン王国の老国王 - 津嘉山正種
- マンタン王国の皇太子 - 野間口徹： オタク。お忍びで頻繁に来日。
- 国松 - 小野武彦： 日本の文部科学大臣。失言と酒の上の過ちで有名。
- 枝下 - 濱田マリ： 日本の外務大臣。
- 大戸谷 - 嶋田久作： 日本の首相。苦渋の決断を下しマンタン王国へと向かう。
- 助監督 - 柄本時生
- マンタンの映画監督 - 中村靖日： かつて南部が主演した映画「バタールの丘で」の監督。
- つぐみ - 広瀬すず： 劇中映画のヒロインで犬のアキラの飼主

case 6?
- 船木 - 松本利夫： 人気ラーメン店の店員。黒島が謝罪師となるきっかけとなった男。
- 店長（みせなが） - 池田鉄洋： 船木の勤めていたラーメン店の店長。

その他
- 清純派映画女優 - 川口春奈： 舞台挨拶で「別に」と発言。
- マスター - 大川ヒロキ： 黒島の事務所がわりになっている喫茶店「泣きねいり」のマスター。

エンドクレジット
黒島、EXILE (松本利夫、橘ケンチ、黒木啓司、EXILE TETSUYA、EXILE NAOTO、小林直己)、VERBAL、E-girlsが出演する「謝罪ダンス」エンドムービーが流れる。

## スタッフ
- 監督：水田伸生
- 脚本：宮藤官九郎
- 音楽：三宅一徳
- 主題歌：E-girls「ごめんなさいのKissing You」（rhythm zone）
- 製作指揮：城朋子
- 製作：門屋大輔、市川南、藤門浩之、伊藤和明、寺田篤、松田陽三、長坂まき子
- エグゼクティブ・プロデューサー：奥田誠治
- プロデューサー：飯沼伸之、和田倉和利、福島聡司
- 撮影：中山光一
- 美術：都築雄二
- 照明：松本憲人
- 録音：鶴巻仁
- 編集：平澤政吾
- 監督補：相沢淳
- 助監督：足立公良
- 衣装デザイン：伊藤佐智子
- ヘアメイクデザイン：新井健生
- 装飾：茂木豊
- 音響効果：大河原将
- VFXスーパーバイザー：オダイッセイ
- キャスティング：武重裕子
- 振付：八反田リコ
- スクリプター：阿保知香子
- 製作担当：島根淳
- 宣伝プロデューサー：江上智彦
- ライン・プロデューサー：宿崎恵造
- 制作プロダクション：シネバザール
- 配給：東宝
- 企画・製作：日本テレビ放送網
- 製作：「謝罪の王様」製作委員会（日本テレビ放送網、東宝、讀賣テレビ放送、バップ、電通、読売新聞社、大人計画、札幌テレビ放送、宮城テレビ放送、静岡第一テレビ、中京テレビ放送、広島テレビ放送、福岡放送）

## テレビ放送
| 回数 | テレビ局   | 番組名（放送枠名） | 放送日         | 放送時間      | 放送分数 | 視聴率 | 備考 |
| ---- | ---------- | ------------------ | -------------- | ------------- | -------- | ------ | --- |
| 1    | 日本テレビ | 金曜ロードSHOW!    | 2018年10月19日 | 21:00 - 22:54 | 114分    | 7.2%   | 当初は2014年11月28日に地上波初放送の予定だったが、高倉健追悼企画として「幸福の黄色いハンカチ」を放送したため、告知も無いまま長らく放送を延期していたが、4年を経て地上波初放送となった。 |

- 視聴率はビデオリサーチ調べ、関東地区・世帯・リアルタイム。

## 備考
- ロサンゼルスで開催されている「LA EigaFest 2013」にて招待作品として上映された。
- 漫画家のRINは、本作の内容が自身の作品である『どげせん』から盗作された疑いがあるとして、抗議のツイートを発したが、配給元の東宝は疑惑を否定した[5]。謝罪をテーマにした作品は過去にもあり[5]、作者は事実誤認があったとして、後に発言を撤回している[6]。

## 関連作品

### ＤＶＤ・Ｂｌｕ－ｒａｙ
- 『映画「謝罪の王様」』　―　ＤＶＤ
- 『映画「謝罪の王様」』　―　Ｂｌｕ－ｒａｙ

### ＣＤ
- 『映画「謝罪の王様」オリジナル・サウンドトラック』